# Tragic Comic
Tragic Comic è una canzone del gruppo musicale statunitense Extreme, estratta come terzo e ultimo singolo dall'album III Sides to Every Story nei primi mesi del 1993. 
Si tratta di un brano allegro suonato prevalentemente in chiave acustica, nello stile del singolo di successo Hole Hearted. Nonostante ciò si rivelò un disastro a livello commerciale, fallendo l'accesso in classifica negli Stati Uniti. Riuscì comunque a piazzarsi alla posizione numero 15 della Official Singles Chart, segnalandosi come l'ultimo singolo del gruppo capace di raggiungere la top 40 nel Regno Unito.

## Video musicale
Il video musicale della canzone, girato interamente in bianco e nero, è ironico così come il testo del brano. Il video ha come protagonista il cantante Gary Cherone, che tenta in modo goffo di corteggiare la sua vicina di casa, mentre gli altri membri del gruppo eseguono il brano sul balcone.

## Tracce
CD Maxi A&M 31458 0117 2
1. Tragic Comic – 4:44
2. Help! (cover dei Beatles) – 2:21
3. Hole Hearted (Horn Mix) – 3:47
4. Don't Leave Me Alone – 5:43

## Classifiche
| Classifica (1993) | Posizione massima |
| ----------------- | ----------------- |
| Canada            | 85                |
| Regno Unito       | 15                |